# Dichorisandra diederichsanae
Dichorisandra diederichsanae är en himmelsblomsväxtart som beskrevs av Julian Alfred Steyermark. Dichorisandra diederichsanae ingår i släktet Dichorisandra och familjen himmelsblomsväxter. Inga underarter finns listade.